# Haruka Ishida
Pour les articles homonymes, voir Ishida.
Haruka Ishida (石田 晴香, Ishida Haruka, née le 2 décembre 1993 à Tōkyō, au Japon) est une chanteuse et idole japonaise, membre du groupe de J-pop AKB48 (team B). Elle est sélectionnée en 2008 et rejoint la team B en mai 2010. Elle fait aussi partie du groupe temporaire Nattō Angels Z en juillet 2010.
En 2012, elle double l'une des héroïnes de la série anime AKB0048, et participe au groupe No Name créé dans le cadre de la série.